# Love Machine (Girls Aloud)
Love Machine è un singolo del gruppo musicale pop britannico Girls Aloud, estratto dal secondo album del gruppo, What Will the Neighbours Say?.
Il singolo è stato pubblicato il 13 settembre 2004 dall'etichetta discografica Polydor e conteneva la b-side Androgynous Girls. Ha raggiunto la seconda posizione della classifica dei singoli britannica nel settembre 2004.
La canzone è stata scritta da Miranda Cooper, Brian Higgins, Tim Powell, Nick Coler, Shawn Lee, Lisa Cowling e Myra Boyle ed è stata prodotta da Brian Higgins insieme agli Xenomania.
Un demo della canzone è stato incluso nella compilation Popjustice: 100% Solid Pop Music, di Popjustice, ma si trattava di una versione totalmente diversa poiché cantata solamente da due componenti del gruppo, Nadine Coyle e Cheryl Cole, e con il testo totalmente diverso dall'originale.

## Tracce e formati
UK CD1 (Polydor / 9867983)
1. Love Machine — 3:25
2. The Show (Flip & Fill Remix) — 5:35

UK CD2 (Polydor / 9867984)
1. Love Machine — 3:25
2. Love Machine (Gravitas Disco Mix) — 7:30
3. Androgynous Girls — 4:39
4. Love Machine (Video) — 3:39
5. Love Machine (Karaoke Video) — 3:39
6. Love Machine (Gane) — 3:39

UK 7" picture disc
1. Love Machine — 3:25
2. Love Machine (Tony Lamezma Mix) — 6:15

## Classifiche
| Classifica (2004) | Posizione raggiunta |
| ----------------- | ------------------- |
| Regno Unito       | 2                   |
| Irlanda           | 9                   |
| Paesi Bassi       | 52                  |